# Venus (genre)
Pour les articles homonymes, voir Vénus.
Genre
Synonymes
- genre Clausina T. Brown, 1827[1]
- sous-genre Cytherea (Ventricola) Römer, 1867[1]
- genre Ventricola Römer, 1867[1]
- genre Venulites Schlotheim, 1813[1]
- sous-genre Venus (Ventricola) Römer, 1867[1]
- sous-genre Venus (Ventricoloidea) Sacco, 1900[1]
- sous-genre Venus (Venus) Linnaeus, 1758[1]
- genre Venusarius Duméril, 1805[1]

Le genre Venus regroupe des espèces de mollusques bivalves comestibles de la famille des Veneridae dont les noms vernaculaires sont vénus et praire.

## Liste des espèces
Selon World Register of Marine Species (27 septembre 2021) :
- Venus aequilatera E. von Martens, 1881
- Venus albina G. B. Sowerby II, 1853
- Venus alope Brusina, 1870
- Venus antarctica Vélain, 1877
- Venus casina Linnaeus, 1758
- Venus cassinaeformis (Yokoyama, 1926)
- Venus chevreuxi Dautzenberg, 1891
- Venus corrugatula Krynicki, 1837
- Venus crebrisulca Lamarck, 1818
- Venus declivis G. B. Sowerby II, 1853
- Venus lyra Hanley, 1845
- Venus myrrha Brusina, 1870
- Venus nux Gmelin, 1791
- Venus puellula Gould, 1861
- Venus subrosalina Tomlin, 1923
- Venus thomassini Fischer-Piette & Vukadinovic, 1977
- Venus verdensis Dautzenberg & H. Fischer, 1906
- Venus verrucosa Linnaeus, 1758  - praire commune
- Venus angulata J. Sowerby, 1814 †
- Venus aphrodite Brocchi, 1814 †
- Venus caperata J. de C. Sowerby, 1826 †
- Venus cypria Brocchi, 1814 †
- Venus equalis J. Sowerby, 1813 †
- Venus eremita Brocchi, 1814 †
- Venus faba J. de C. Sowerby, 1827 †
- Venus gibbosa J. Sowerby, 1817 †
- Venus incrassata J. Sowerby, 1817 †
- Venus lentiformis J. Sowerby, 1818 †
- Venus lineolata J. Sowerby, 1813 †
- Venus marginata Hörnes, 1852 †
- Venus ovalis J. de C. Sowerby, 1827 †
- Venus parva J. de C. Sowerby, 1826 †
- Venus pectenifera J. de C. Sowerby, 1823 †
- Venus planus J. Sowerby, 1813 †
- Venus rupestris Brocchi, 1814 †
- Venus rustica J. Sowerby, 1818 †
- Venus senilis Brocchi, 1814 †
- Venus transversa J. de C. Sowerby, 1823 †
- Venus varicosa J. Sowerby, 1821 †

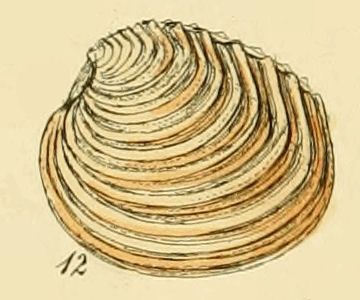
Venus casina
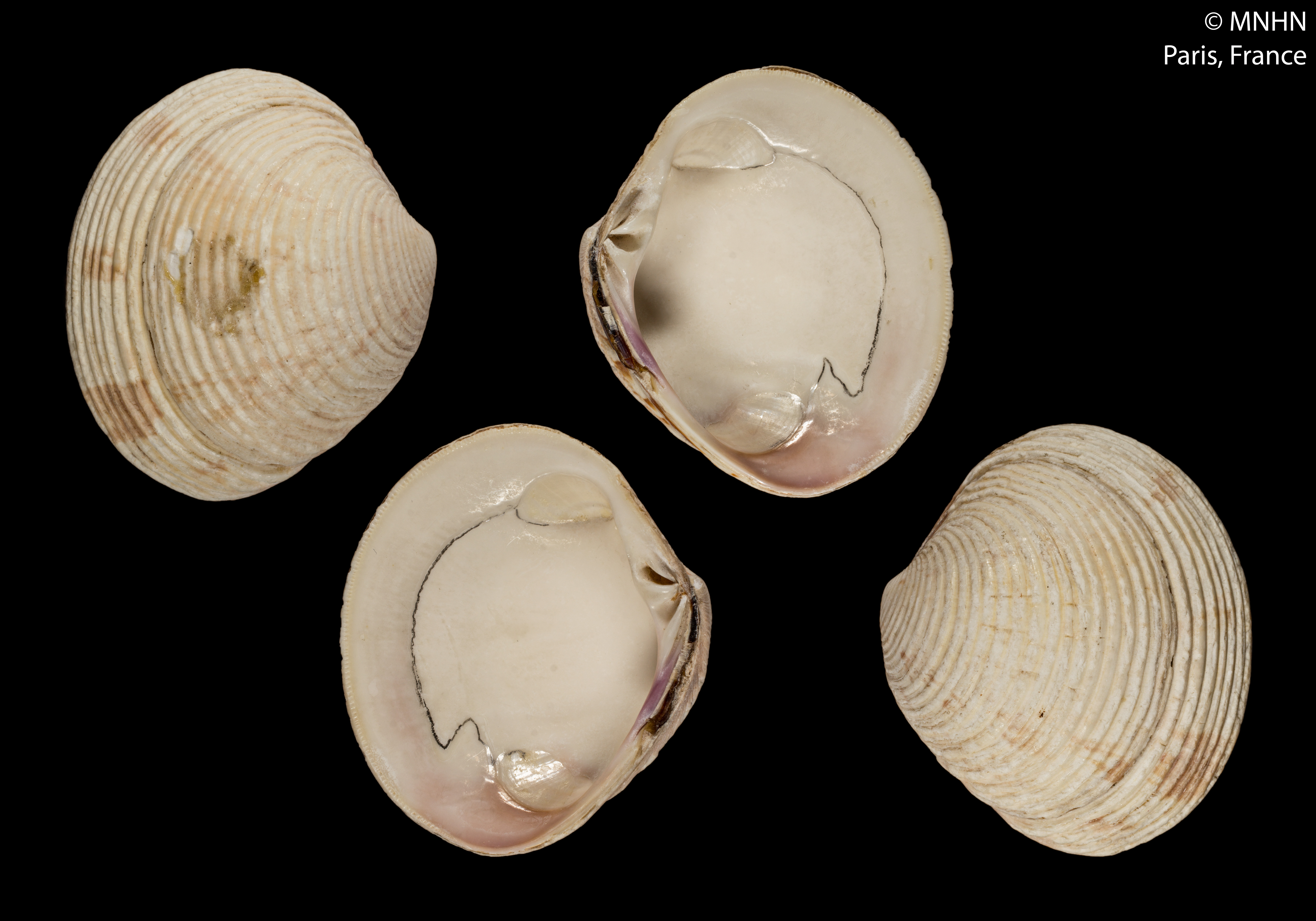
Venus crebrisulca
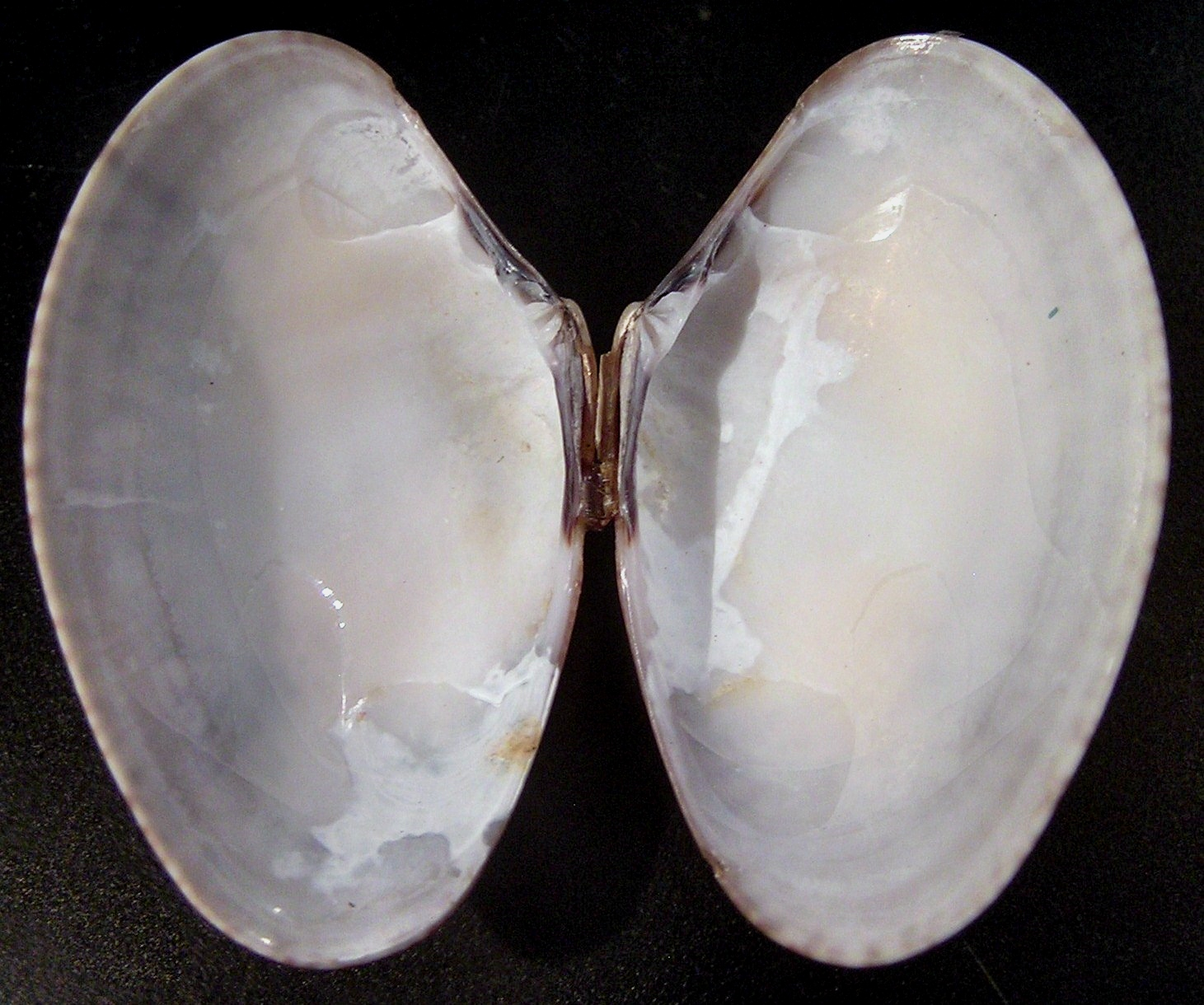
Venus declivis
Venus nux
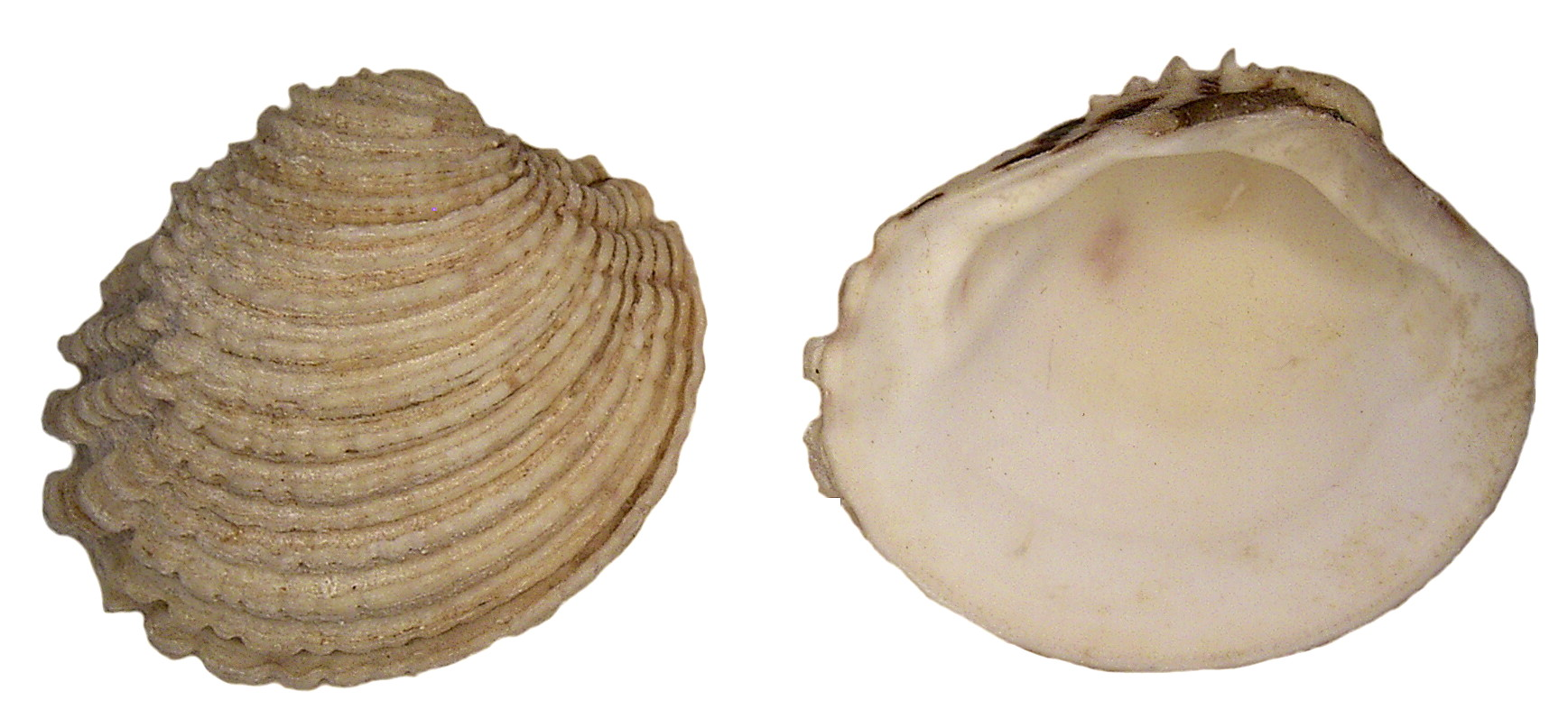
Venus verrucosa